# Виктор Јушченко
Виктор Андријович Јушченко (укр. Віктор Андрійович Ющенко; Хоруживка, 23. фебруар 1954) је бивши председник Украјине.
Као неслужбени вођа коалиције украјинских опозиционих странака, Јушченко је био један од главних кандидата на председничким изборима одржаним у октобру и новембру 2004. Изборе је прво номинално добио кандидат проруске владе Виктор Јанукович, али су Јушченко и његове присталице то одбиле признати. Након серије уличних протеста, Врховни суд Украјине је одлучио, наводећи сумње у масовну изборну превару, да се спорни други круг избора одржи, који је Јушченко глатко добио. Тај преврат је познат под називом Наранџаста револуција. Међутим, сукоби унутар некадашњег опозиционог односно прозападног блока (Јушченка и Јулије Тимошенко) довели су касније до кризе у држави и расписивања парламентарних избора. После стварања нове владе на челу са проруским Виктором Јануковичом почетком 2007. године, Јушченко је издао указ о распуштању парламента који је нова влада прогласила неуставним што је довело до стварање велике политичке кризе у Украјини.